# Artak Alek'sanyan
Artak Lewoni Alek'sanyan (in armeno Արտակ Լևոնի Ալեքսանյան?, in russo Артак Левонович Алексанян?, Artak Levonovič Aleksanjan; Erevan, 10 marzo 1991) è un ex calciatore armeno con passaporto russo, di ruolo centrocampista.

## Palmarès

### Club

#### Competizioni nazionali
- Campionato armeno: 2

P'yownik: 2009, 2010
- Coppa d'Armenia: 2

P'yownik: 2009, 2010
- Supercoppa d'Armenia: 1

P'yownik: 2011